# Гарт-Лейк 167
Гарт-Лейк 167 (англ. Heart Lake 167) — індіанська резервація в Канаді, у провінції Альберта, у межах муніципального району Лак-Ла-Біш.

## Населення
За даними перепису 2016 року, індіанська резервація нараховувала 184 особи, показавши зростання на 15,7%, порівняно з 2011-м роком. Середня густина населення становила 3,9 осіб/км².
З офіційних мов обидвома одночасно не володів жоден з жителів, тільки англійською — 185. Усього 30 осіб вважали рідною мовою не одну з офіційних, з них усі — одну з корінних мов.
Працездатне населення становило 57,7% усього населення, рівень безробіття — 33,3%.

## Клімат
Середня річна температура становить 0,9°C, середня максимальна – 19,8°C, а середня мінімальна – -23,1°C. Середня річна кількість опадів – 491 мм.
| Клімат поселення                              | Клімат поселення | Клімат поселення | Клімат поселення | Клімат поселення | Клімат поселення | Клімат поселення | Клімат поселення | Клімат поселення | Клімат поселення | Клімат поселення | Клімат поселення | Клімат поселення | Клімат поселення |
| Показник                                      | Січ.             | Лют.             | Бер.             | Квіт.            | Трав.            | Черв.            | Лип.             | Серп.            | Вер.             | Жовт.            | Лист.            | Груд.            |                  |
| Середній максимум, °C                         | −10,26           | −5,72            | −0,27            | 9,13             | 15,56            | 19,79            | 19,84            | 18,83            | 13,29            | 7,38             | −3,02            | −10,05           |                  |
| Середня температура, °C                       | −16,68           | −12,12           | −6,68            | 2,72             | 9,15             | 13,38            | 15,69            | 14,69            | 9,17             | 3,25             | −7,16            | −14,17           |                  |
| Середній мінімум, °C                          | −23,09           | −18,56           | −13,1            | −3,7             | 2,73             | 6,96             | 11,56            | 10,56            | 5,04             | −0,9             | −11,3            | −18,3            |                  |
| Норма опадів, мм                              | 22               | 15               | 20               | 26               | 49               | 81               | 94               | 66               | 51               | 24               | 21               | 22               |                  |
| Середньомісячна швидкість вітру, м/с          | 3.30             | 3.34             | 3.54             | 3.80             | 3.80             | 3.44             | 3.20             | 3.15             | 3.40             | 3.70             | 3.60             | 3.50             |                  |
| Середньомісячна сонячна радіація, кДж/м²·день | 3163             | 6703             | 12098            | 17299            | 20715            | 22116            | 21754            | 17898            | 11923            | 6806             | 3427             | 2259             |                  |
| --------------------------------------------- | ---------------- | ---------------- | ---------------- | ---------------- | ---------------- | ---------------- | ---------------- | ---------------- | ---------------- | ---------------- | ---------------- | ---------------- | ---------------- |
| Джерело:                                      |                  |                  |                  |                  |                  |                  |                  |                  |                  |                  |                  |                  |                  |